# Stradivari Lady Tennant
Lo Stradivari Lady Tennant è un antico violino fabbricato dal liutaio italiano Antonio Stradivari di Cremona nel 1699, un anno prima dell'inizio del suo cosiddetto periodo "d'oro".

## Storia
Lady Tennant era una volta di proprietà del violinista del XIX secolo Charles Philippe Lafont, contemporaneo di Niccolò Paganini. Dopo la morte di Lafont il violino fu acquistato dal commerciante di violini di Londra W.E. Hill & Sons, che a sua volta lo vendette a Sir Charles Clow Tennant. Questo uomo d'affari scozzese regalò il violino a sua moglie Marguerite Agaranthe Miles Tennant, violinista dilettante.
Il 22 aprile 2005 Lady Tennant fu venduto per la cifra record di 2032000 $ all'asta di Christie's a New York e fu consegnato in prestito al violinista Yang Liu tramite gli auspici della Stradivari Society di Chicago. Nel 2009 fu dato in prestito al violinista belga Yossif Ivanov.